# Helmut Steiger
Helmut Steiger (* 5. ledna 1959, Landshut, Německo) je bývalý německý lední hokejista hrající na pozici útočníka.
Reprezentoval Německo na dvou zimních olympijských hrách (1984, 1988) a šestkrát na mistrovství světa (1982, 1983, 1986, 1987, 1989, 1990. Zúčastnil se také Kanadského poháru 1984.